# Casamento entre pessoas do mesmo sexo na Austrália
O casamento entre pessoas do mesmo sexo na Austrália é legal desde 9 de dezembro de 2017. A legislação que o permite, a Lei de Emenda ao Casamento (Definição e Liberdades Religiosas) de 2017 [en], foi aprovada pelo Parlamento australiano em 7 de dezembro de 2017 e recebeu o consentimento real do governador-geral Peter Cosgrove no dia seguinte. A lei entrou em vigor em 9 de dezembro, reconhecendo de imediato os casamentos entre pessoas do mesmo sexo realizados no exterior. O primeiro casamento entre pessoas do mesmo sexo sob a nova legislação australiana ocorreu em 15 de dezembro de 2017. A aprovação da lei seguiu uma pesquisa postal voluntária, na qual 61,6% dos participantes manifestaram apoio à legalização do casamento entre pessoas do mesmo sexo.
Além do casamento, outros tipos de reconhecimento para casais do mesmo sexo estão disponíveis. De acordo com a legislação federal, os casais do mesmo sexo podem ser reconhecidos como casais de fato, com direitos e responsabilidades semelhantes aos de casais casados. No entanto, esses direitos podem ser difíceis de exercer e nem sempre são reconhecidos na prática. Embora não exista um sistema nacional de registro de uniões civis ou de relacionamentos, a maioria dos estados e territórios australianos tem legislações que tratam de uniões civis ou registros de parcerias domésticas. As uniões registradas são reconhecidas como relacionamentos de fato segundo a lei federal.
Antes da legalização, 22 projetos de lei para permitir o casamento entre pessoas do mesmo sexo foram apresentados ao Parlamento entre setembro de 2004 e maio de 2017. Essas tentativas ocorreram após o governo de John Howard [en], em 2004, ter emendado a Lei do Casamento de 1961 [en] para definir exclusivamente o casamento como uma união entre um homem e uma mulher. O Território da Capital Australiana aprovou uma lei permitindo o casamento entre pessoas do mesmo sexo em dezembro de 2013, mas essa legislação foi derrubada pelo Tribunal Superior por incompatibilidade com a lei federal. A Austrália foi o segundo país da Oceania a legalizar o casamento entre pessoas do mesmo sexo, após a Nova Zelândia.

## Relacionamentos de fato
Os relacionamentos de fato, conforme definidos pela Lei Federal de Direito da Família de 1975, estão disponíveis tanto para casais do mesmo sexo quanto para casais heterossexuais. Esses relacionamentos conferem aos casais que vivem juntos em uma base doméstica genuína muitos dos mesmos direitos e benefícios atribuídos aos casais casados. Duas pessoas podem ser reconhecidas como um casal de fato ao entrarem em um relacionamento registrado (como uma união civil ou parceria doméstica) ou ao serem avaliadas como tal pela Vara Federal e Vara de Família. Casais que vivem juntos, independentemente de terem registrado ou documentado oficialmente sua relação, são geralmente reconhecidos como casais de fato.

### Reformas do governo Rudd 2008-2009

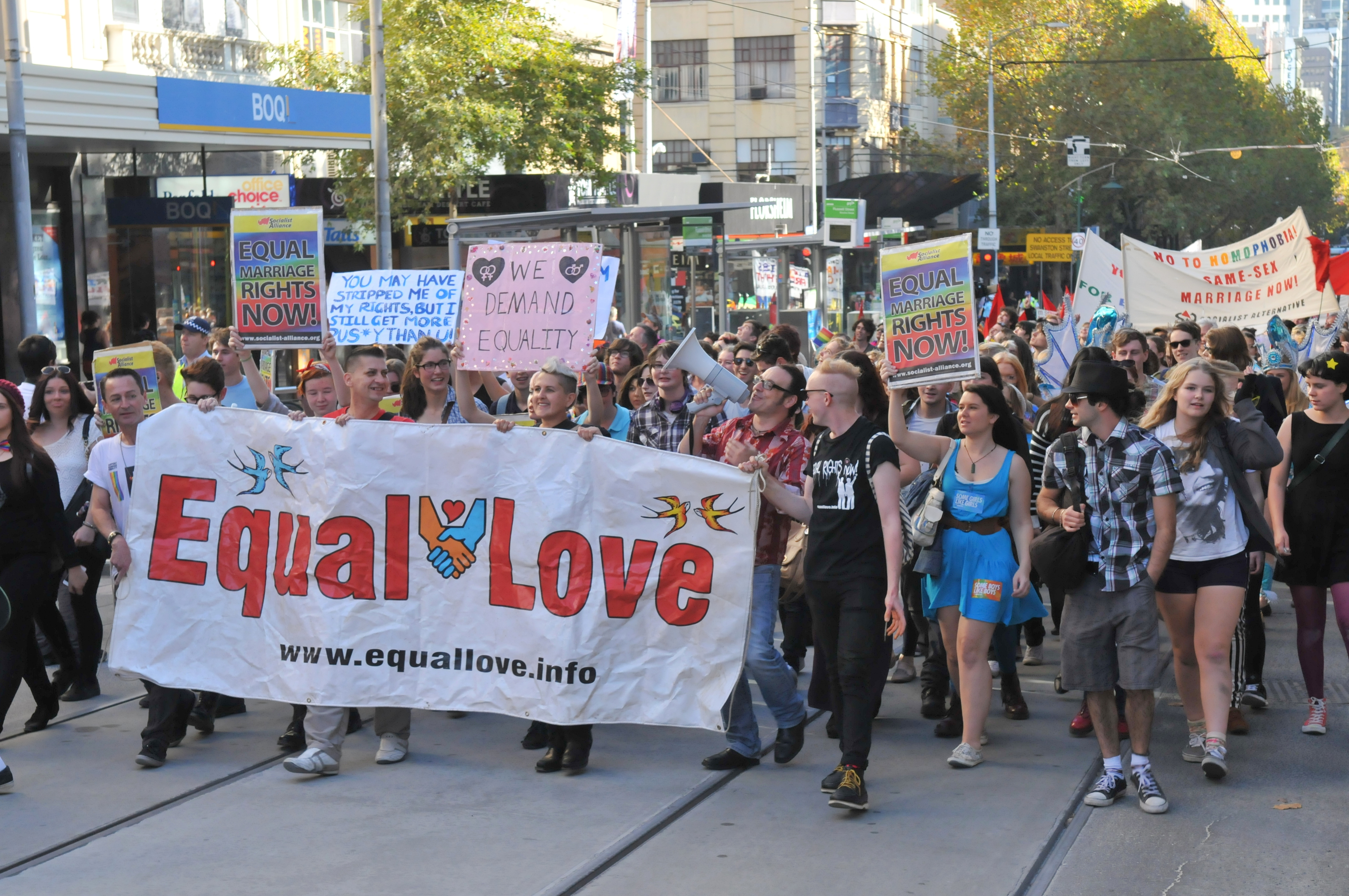
Manifestação Equal Love em Melbourne em 2013.

Após o relatório de 2007 da Comissão Australiana de Direitos Humanos [en], intitulado Same-Sex: Same Entitlements, e uma auditoria da legislação federal, o governo de Kevin Rudd [en] implementou, em 2009, uma série de reformas para garantir um tratamento igualitário para casais e famílias do mesmo sexo. As reformas alteraram 85 leis da Commonwealth com o objetivo de eliminar a discriminação contra casais do mesmo sexo e seus filhos em diversas áreas. As reformas foram introduzidas por meio de duas leis: a Lei de 2008 sobre Relacionamentos entre Pessoas do Mesmo Sexo (Tratamento Igualitário nas Leis da Commonwealth - Reforma da Lei Geral) e a Lei de 2008 sobre Relacionamentos entre Pessoas do Mesmo Sexo (Tratamento Igualitário nas Leis da Commonwealth - Aposentadoria). Aprovadas pelo Parlamento em novembro de 2008, essas leis modificaram 70 legislações existentes, com o intuito de equiparar o tratamento de casais do mesmo sexo e seus filhos ao dos casais heterossexuais.
Como resultado dessas reformas, os casais do mesmo sexo passaram a ser tratados de forma igualitária em diversas áreas da legislação federal. Por exemplo, no que diz respeito à seguridade social e à legislação de assistência familiar, os casais do mesmo sexo, que anteriormente não eram reconhecidos como tal para esses fins, passaram a ter os mesmos direitos que os casais heterossexuais. Antes das reformas, uma pessoa com um parceiro de fato do mesmo sexo era considerada solteira para fins de seguridade social e assistência familiar. Com as mudanças, os casais do mesmo sexo passaram a receber os mesmos benefícios e pagamentos, em termos de seguridade social e assistência familiar, que os casais heterossexuais.

### Histórico legislativo anterior ao reconhecimento de fato
Em 2004, a Lei do Setor de Superannuation (Supervisão) de 1993 foi alterada para permitir o pagamento isento de impostos dos benefícios de superannuation ao parceiro sobrevivente em um relacionamento interdependente, incluindo casais do mesmo sexo, ou em um relacionamento em que uma pessoa dependesse financeiramente de outra. Antes de 2008, os casais do mesmo sexo eram reconhecidos pelo Governo Federal apenas em circunstâncias muito restritas. Por exemplo, desde a década de 1990, parceiros estrangeiros do mesmo sexo de cidadãos australianos podiam obter autorizações de residência na Austrália, conhecidas como "vistos de interdependência".
Após uma investigação nacional sobre discriminação financeira e relacionada ao trabalho contra casais do mesmo sexo, a Comissão de Direitos Humanos e Oportunidades Iguais (HREOC) divulgou, em 21 de junho de 2007, o relatório Same-Sex: Same Entitlements. A Comissão identificou 58 estatutos e disposições legais da Commonwealth que discriminavam explicitamente os casais do mesmo sexo ao usar o termo "membro do sexo oposto".
O governo conservador de John Howard havia proibido seus departamentos de apresentar propostas à investigação da HREOC sobre a discriminação financeira enfrentada por casais do mesmo sexo.
O relatório concluiu que 100 estatutos e disposições da legislação federal discriminavam casais do mesmo sexo ao usar o termo "membro do sexo oposto", afetando áreas como assistência a idosos, aposentadoria, assistência a crianças, Medicare (incluindo o Esquema de Benefícios Farmacêuticos) e pensões. “Todos os itens básicos aos quais os casais heterossexuais têm direito legal e consideram garantidos” eram direitos dos quais os casais do mesmo sexo eram efetivamente privados no sistema anterior.

### Diferenças entre relacionamentos de fato e casamentos
Desde 1º de março de 2009, algumas diferenças legais ainda existem no tratamento de casais em um relacionamento de fato e casais heterossexuais casados. As principais diferenças estão relacionadas aos direitos de propriedade e pensão alimentícia em questões de direito de família. Para que um casal de fato solicite uma ordem de liquidação de propriedade ou pensão alimentícia, o relacionamento deve ter terminado, uma exigência que não se aplica a casais casados. Para que um parceiro de fato busque uma ordem de liquidação de propriedade, o tribunal deve estar convencido de pelo menos um dos seguintes critérios:
1. O relacionamento de fato durou pelo menos dois anos;
2. Há uma criança no relacionamento;
3. O relacionamento foi registrado sob a legislação de um Estado ou Território;
4. A não emissão de uma ordem resultaria em grave injustiça devido às contribuições significativas feitas por uma das partes.

Em comparação, para um casal casado, basta ter se casado para que o tribunal tenha jurisdição sobre questões de propriedade e pensão alimentícia. Além disso, pessoas em um relacionamento de fato podem ser tratadas de forma substancialmente diferente de pessoas casadas. No caso de término inesperado de um relacionamento de fato, como a morte de um parceiro, o parceiro sobrevivente geralmente precisa provar a existência do relacionamento para ser reconhecido como parente mais próximo no atestado de óbito e receber benefícios de luto do governo ou acesso ao fundo de pensão do parceiro. As exigências para isso variam conforme o estado.
Antes da legalização do casamento entre pessoas do mesmo sexo, essas discrepâncias tinham um impacto particularmente discriminatório sobre casais do mesmo sexo, que não podiam se casar como os casais heterossexuais. Os direitos de um parceiro de fato, por vezes, não eram corretamente compreendidos pelos departamentos do governo, resultando em situações em que os direitos desses casais não eram respeitados.
Em abril de 2014, um juiz de um tribunal federal decidiu que um casal heterossexual que viveu junto por 13 anos e teve um filho não estava em um relacionamento de fato, e, portanto, o tribunal não tinha jurisdição para dividir seus bens após um pedido de separação. O juiz argumentou que "o(s) relacionamento(s) de fato pode(m) ser descrito(s) como ‘semelhante ao casamento’, mas não é um casamento e tem diferenças significativas em termos sociais, financeiros e emocionais".
Relacionamentos de fato geralmente enfrentam um ônus maior de prova antes que os direitos que são automaticamente concedidos a casais casados possam ser acessados. Isso significa que os parceiros de fato podem precisar fornecer provas de seus arranjos de moradia, cuidados com filhos, relacionamento sexual, finanças, propriedade de bens, compromisso com uma vida compartilhada e como se apresentam como um casal em público. Já os casamentos raramente enfrentam essas dificuldades, pois geralmente são considerados imediatos e incontestáveis.

## Casamento entre pessoas do mesmo sexo

### Lei federal
A Lei Federal do Casamento de 1961 regula o casamento na Austrália, definindo-o como "a união de duas pessoas com a exclusão de todas as outras, voluntariamente firmada para toda a vida”.

#### História do casamento

Reconhecimento de relacionamentos entre pessoas do mesmo sexo na Oceania.
Casamento
Os casamentos realizados em outros lugares são reconhecidos (Samoa Americana)
Não reconhecimento de casais do mesmo sexo
Constituição limita o casamento a casais do sexo oposto (Palau, Tuvalu)
Atividade sexual entre pessoas do mesmo sexo é ilegal, mas a proibição não é aplicada
Atividade sexual entre pessoas do mesmo sexo é ilegal
(Os nomes dos países aparecerão ao passar o mouse quando o mapa for visualizado em tamanho real. As linhas circundantes são as zonas econômicas exclusivas de cada estado).

A Lei do Casamento de 1961 não especificava explicitamente o significado legal da palavra "casamento" até 2004. No entanto, a Seção 46(1) da Lei sempre exigiu que os celebrantes declarassem a natureza jurídica do casamento na Austrália. Antes da legalização do casamento entre pessoas do mesmo sexo, a declaração obrigatória indicava que o casamento era a união de "um homem e uma mulher", conforme o entendimento do caso inglês de 1866, Hyde v Hyde [en]. As palavras da seção 46(1) eram interpretadas mais como uma descrição ou exortação do que uma definição legal formal.
Em agosto de 2004, o governo de John Howard propôs um projeto de lei para inserir uma definição de casamento na Seção de Interpretação (Seção 5) da Lei, passando a definir o casamento como "a união de um homem e uma mulher, com a exclusão de todos os outros, voluntariamente celebrada por toda a vida". O projeto de lei também introduziu uma nova disposição (Seção 88EA), estipulando que qualquer casamento entre pessoas do mesmo sexo celebrado no exterior "não deve ser reconhecido como um casamento na Austrália". Esse projeto de lei foi apoiado pela oposição trabalhista e surgiu em meio a um crescente debate público sobre a questão, após a legalização do casamento entre pessoas do mesmo sexo em Massachusetts e no Canadá. O primeiro-ministro Howard afirmou que as emendas foram parcialmente motivadas pelo desejo de impedir que casais do mesmo sexo tivessem seus casamentos reconhecidos pelos tribunais, como estava sendo discutido na época. Emendas adicionais à Lei de Direito da Família de 1975 impediram que casais do mesmo sexo adotassem crianças em acordos de adoção internacional, embora essas restrições tenham sido flexibilizadas em 2014. O projeto de lei foi aprovado pelo Parlamento em 13 de agosto de 2004 e entrou em vigor no dia 16 de agosto, quando recebeu o consentimento real.
Entre 2004 e 2017, houve 22 tentativas frustradas de legalizar o casamento entre pessoas do mesmo sexo no Parlamento. Durante os governos trabalhistas de Kevin Rudd e Julia Gillard (2007-2013), o Partido Trabalhista se dividiu sobre a questão. Embora tenha aprovado uma resolução na conferência nacional do partido, em dezembro de 2011, a favor do casamento entre pessoas do mesmo sexo, o partido realizou um voto de consciência quando dois projetos de lei de membros privados foram debatidos no Parlamento em setembro de 2012. A legislação enfrentou a oposição de Julia Gillard e de vários outros parlamentares trabalhistas, além da Coalizão de oposição liderada por Tony Abbott. O primeiro projeto de lei foi derrotado na Câmara dos Representantes por 98 votos a 42, e o projeto de lei similar foi rejeitado pelo Senado por 41 votos a 26.
O casamento entre pessoas do mesmo sexo gerou tensão no governo de Tony Abbott [en]. Em agosto de 2015, ele decidiu realizar uma votação nacional sobre a questão após as eleições federais de 2016, por meio de um plebiscito ou referendo constitucional. Essa política foi mantida por Malcolm Turnbull, que substituiu Abbott após um desafio de liderança. Um projeto de lei que previa o plebiscito (a ser realizado em 11 de fevereiro de 2017) foi aprovado na Câmara dos Deputados por 76 votos a 67, em 20 de outubro de 2016, mas foi rejeitado pelo Senado, em 7 de novembro de 2016, por 33 votos a 29, devido à falta de apoio do Partido Trabalhista, dos Verdes e de vários parlamentares do Senado, que exigiam que o casamento entre pessoas do mesmo sexo fosse legalizado diretamente por meio de votação parlamentar.
Apesar de inicialmente indicar que o governo "não tomaria outras medidas sobre o assunto", o primeiro-ministro Turnbull foi pressionado a permitir um voto de consciência no Parlamento. Em agosto de 2017, vários parlamentares do Partido Liberal declararam que poderiam suspender as ordens permanentes e forçar o debate sobre a legislação do casamento entre pessoas do mesmo sexo. Como resultado, em uma reunião interna do Partido Liberal em 7 de agosto de 2017, o governo decidiu realizar uma pesquisa postal voluntária sobre o tema no final do ano, caso o Senado rejeitasse novamente a legislação para o plebiscito, o que aconteceu em 9 de agosto de 2017.
No dia 9 de agosto de 2017, o governo instruiu o Australian Statistician a realizar uma pesquisa com todos os eleitores registrados para medir o apoio ao casamento entre pessoas do mesmo sexo, contornando a necessidade de aprovação parlamentar para um plebiscito. A decisão foi contestada legalmente, mas foi confirmada pela Suprema Corte. A pesquisa ocorreu entre 12 de setembro e 7 de novembro de 2017, com 61,6% dos votos favoráveis ao casamento entre pessoas do mesmo sexo. O governo, então, comprometeu-se a facilitar a aprovação de um projeto de lei para legalizar o casamento entre pessoas do mesmo sexo antes do final do ano.
A Lei de Emenda ao Casamento (Definição e Liberdades Religiosas) de 2017 foi apresentada pelo senador Dean Smith, um defensor abertamente gay do Partido Liberal. O projeto de lei alterou a Seção 5 da Lei do Casamento para definir o casamento na Austrália como a união de "duas pessoas". Também foi removida a proibição de reconhecimento de casamentos entre pessoas do mesmo sexo realizados no exterior, incluindo aqueles celebrados antes da mudança da lei. A legislação também incluiu proteções para celebrantes religiosos, ministros de religião e entidades religiosas, para que não fossem obrigados a realizar ou fornecer serviços para casamentos que contrariassem suas crenças. O projeto de lei foi aprovado no Senado por 43 votos a 12, em 29 de novembro de 2017, e na Câmara dos Deputados por 131 votos a 4, em 7 de dezembro de 2017, com 11 abstenções. A lei recebeu consentimento real em 8 de dezembro de 2017 e entrou em vigor no dia seguinte. Os casamentos entre pessoas do mesmo sexo celebrados legalmente no exterior passaram a ser reconhecidos automaticamente a partir dessa data, e os primeiros casamentos ocorreram em 15 de dezembro de 2017, após o período normal de espera de um mês, com outros casamentos sendo realizados no dia seguinte

### Leis estaduais e territoriais
A legalização federal do casamento entre pessoas do mesmo sexo foi estendida a todos os estados e territórios da Austrália, incluindo os territórios externos.
Os estados e territórios australianos sempre tiveram a capacidade de criar leis sobre relacionamentos, embora a Seção 51 (xxi) da Constituição da Austrália prescreva que o casamento é uma competência legislativa do Parlamento Federal.
Desde a introdução da Lei do Casamento de 1961, as leis sobre o casamento na Austrália eram amplamente consideradas uma prerrogativa exclusiva da Commonwealth. As questões relativas aos direitos dos estados e territórios para legislar sobre o casamento entre pessoas do mesmo sexo foram complicadas pela emenda de 2004, promovida pelo governo de John Howard, que definiu o casamento como a união exclusivamente entre um homem e uma mulher, excluindo todas as outras formas. O Território da Capital Australiana (ACT) se tornou um caso de teste em 2013, quando sua Assembleia Legislativa aprovou uma lei permitindo o casamento entre pessoas do mesmo sexo. O governo de Tony Abbott contestou imediatamente a lei na Suprema Corte da Austrália. Em dezembro de 2013, poucos dias após os primeiros casamentos entre pessoas do mesmo sexo serem celebrados no ACT, a Suprema Corte anulou a legislação, decidindo que as leis sobre casamento são uma competência exclusiva da Commonwealth. O tribunal determinou que qualquer lei estadual ou territorial que criasse uma forma diferente de casamento não poderia coexistir com a Lei do Casamento federal, afirmando que "o tipo de casamento previsto pela Lei [do Casamento] é o único tipo de casamento que pode ser formado ou reconhecido na Austrália". A decisão também confirmou que apenas uma lei federal poderia legalizar o casamento entre pessoas do mesmo sexo em toda a Austrália.
Antes dessa decisão, relatórios do Comitê Parlamentar de Questões Sociais de Nova Gales do Sul e do Instituto de Reforma Legislativa da Tasmânia sugeriam que os parlamentos estaduais tinham o poder de legislar sobre o casamento, incluindo o casamento entre pessoas do mesmo sexo. No entanto, alertavam que qualquer legislação estadual poderia ser contestada no Tribunal Superior da Austrália. O governo do ACT recebeu aconselhamento jurídico que apoiava a legalidade de sua lei, mas especialistas jurídicos divergiam sobre o tema.
Além do ACT, a Tasmânia foi o único outro estado ou território que aprovou a legislação sobre o casamento entre pessoas do mesmo sexo em uma de suas câmaras legislativas. Em setembro de 2012, a Câmara da Assembleia da Tasmânia aprovou a legislação por 13 votos a 11, mas a proposta foi rejeitada pelo Conselho Legislativo por 8 votos a 6 nas semanas seguintes. Após essa rejeição, ambas as câmaras da Tasmânia aprovaram moções de apoio simbólico e de princípio ao casamento entre pessoas do mesmo sexo.
Antes da legalização federal do casamento entre pessoas do mesmo sexo, seis jurisdições australianas — Tasmânia, Território da Capital Australiana, Nova Gales do Sul, Queensland, Victoria e Austrália do Sul — que representam 90% da população australiana, reconheciam casamentos e parcerias civis entre pessoas do mesmo sexo realizados no exterior, garantindo o reconhecimento automático dessas uniões em seus registros estaduais.

### Questões constitucionais e legais
Há uma diferença importante na fonte de poder da Commonwealth para legislar sobre casamentos e relacionamentos de fato. O casamento e as "causas matrimoniais" estão amparados pelas seções 51(xxi) e (xxii) da Constituição, que concedem à Commonwealth o poder legislativo sobre esses assuntos. O status legal do casamento também é amplamente reconhecido internacionalmente. Em contraste, o poder para legislar sobre relacionamentos de fato e suas questões financeiras depende de encaminhamentos dos estados para a Commonwealth, conforme a Seção 51(xxxvii) da Constituição, que estipula que a lei deve se estender apenas aos estados cujos parlamentos encaminharem a questão ou que posteriormente adotarem a lei.

### Questões de transgêneros e intersexuais
Em 2001, no caso Re Kevin - Validade do casamento de transexual, o Tribunal de Família da Austrália reconheceu o direito das pessoas transexuais de se casarem de acordo com seu gênero atual, em vez do sexo atribuído ao nascimento. Embora isso não tenha permitido o casamento entre pessoas do mesmo sexo com base nos gêneros com os quais os parceiros se identificavam, a decisão significou que uma mulher trans poderia se casar legalmente com um homem cisgênero e um homem trans poderia se casar legalmente com uma mulher cisgênero.
Em outubro de 2007, o Tribunal de Apelações Administrativas [en] anulou uma decisão do Departamento de Relações Exteriores que se recusava a emitir um passaporte para uma mulher transgênero, que se identificava como mulher, porque ela era casada com outra mulher. O tribunal determinou que o passaporte fosse emitido registrando-a como mulher, de acordo com seus outros documentos oficiais, reconhecendo assim a existência de um casamento entre duas pessoas legalmente reconhecidas como mulheres. Os defensores do casamento entre pessoas do mesmo sexo argumentaram que a legislação deveria incluir explicitamente os direitos de pessoas transgênero e intersexuais, sendo que muitas pessoas intersexuais se mostraram céticas quanto ao uso do termo "casamento entre pessoas do mesmo sexo". Essas preocupações foram abordadas pela legalização federal do casamento entre pessoas do mesmo sexo, em dezembro de 2017, que alterou a definição de casamento para "duas pessoas", eliminando a referência a "homem e mulher".
A partir de 2017, apenas a Austrália do Sul e o Território da Capital Australiana não exigiam que as pessoas transgênero se divorciassem antes de registrar uma mudança oficial de gênero em uma certidão de nascimento. No entanto, essa exigência foi removida por lei federal em dezembro de 2018. Victoria aprovou legislação removendo a exigência de divórcio forçado em maio de 2018, e leis semelhantes foram aprovadas em Nova Gales do Sul e Queensland no mês seguinte. O Território do Norte aprovou leis semelhantes em novembro de 2018, seguido pela Austrália Ocidental em fevereiro de 2019. A Tasmânia foi a última jurisdição a reformar suas leis, aprovando legislação que removeu a exigência de divórcio forçado em abril de 2019. Além disso, a Tasmânia se alinhou com outras jurisdições ao remover a exigência de cirurgia de mudança de sexo antes de ter a mudança de sexo reconhecida em uma certidão de nascimento.

## Legislação australiana sobre casamento

### Lei do Casamento de 1961
A Lei do Casamento de 1961 é uma legislação federal do Parlamento da Austrália que regula as condições e requisitos para os casamentos legais no país. Em vigor desde 1961, a lei passou por alterações significativas, especialmente em 2004 e 2017, em relação ao reconhecimento das uniões entre pessoas do mesmo sexo.

#### Alterações de 2004

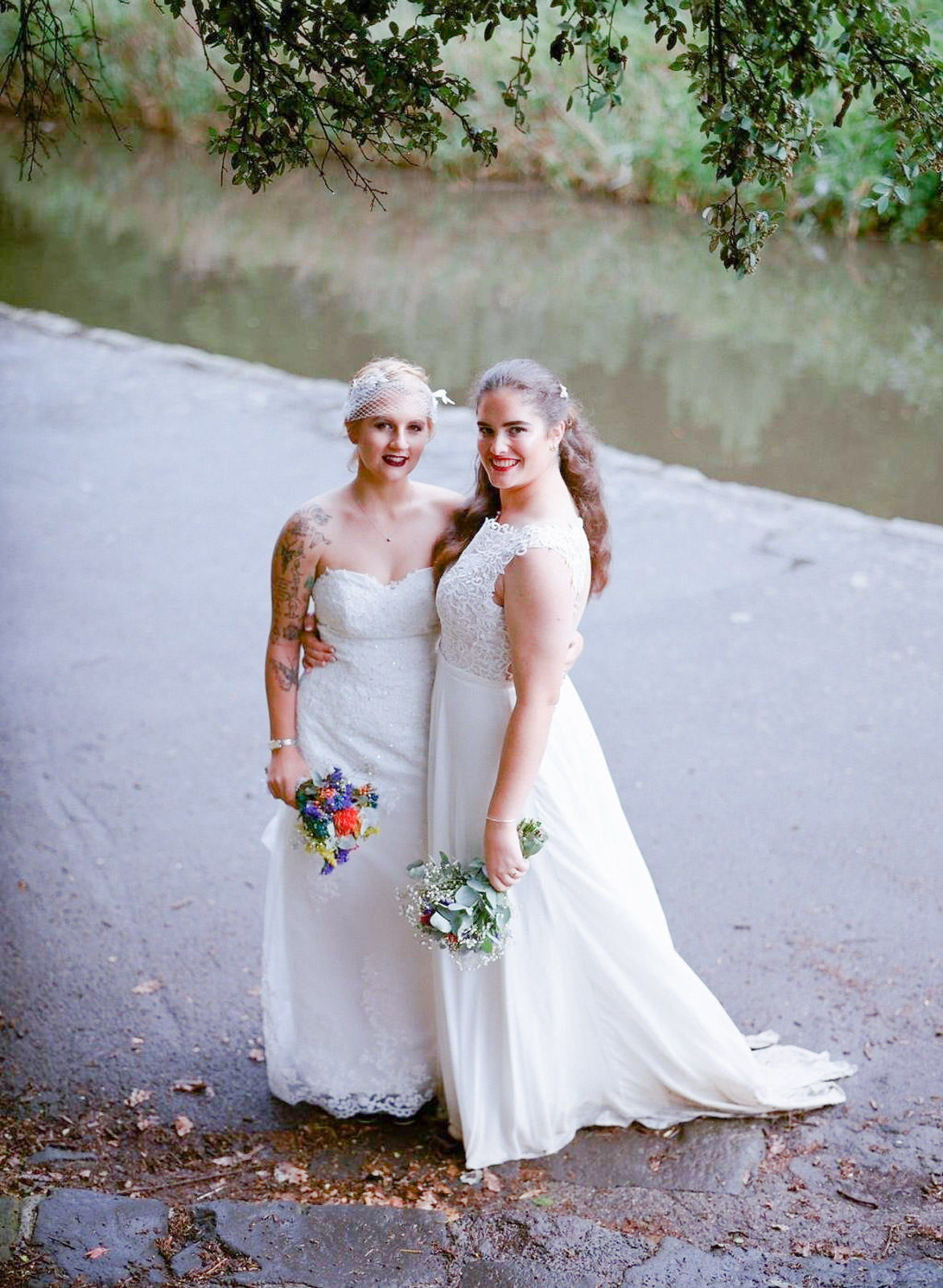
Um casal recém-casado posa para fotos após seu casamento em Melbourne, 2018.

Em 27 de maio de 2004, o Procurador-Geral da Austrália, Philip Ruddock [en], apresentou um projeto de lei com o objetivo de incorporar a definição consuetudinária de casamento na Lei do Casamento de 1961. O projeto de lei foi aprovado pela Câmara dos Representantes em junho de 2004, e pelo Senado em 13 de agosto do mesmo ano, com 38 votos a favor e 6 contra. Após a aprovação no Senado, o projeto de lei recebeu o assentimento real do Governador-Geral Michael Jeffery, tornando-se a Lei de Alteração do Casamento de 2004. A alteração especificava que o casamento seria definido como “a união de um homem e uma mulher, com exclusão de todas as outras, voluntariamente contraída para toda a vida”. Além disso, a lei proibia o reconhecimento de casamentos entre pessoas do mesmo sexo celebrados em outras jurisdições.
O Procurador-Geral Ruddock e outros membros do Partido Liberal argumentaram que a alteração era necessária para proteger a instituição do casamento, assegurando que a definição consuetudinária não fosse contestada judicialmente. Em resposta, no mesmo dia em que a alteração foi proposta, a Procuradora-Geral Adjunta do Partido Trabalhista, Nicola Roxon [en], afirmou que seu partido não se oporia à modificação, argumentando que ela não alteraria a situação jurídica das relações entre pessoas do mesmo sexo, limitando-se a formalizar na lei algo que já era reconhecido pelo direito consuetudinário. O projeto de lei também contou com o apoio do Partido Família Primeiro.
Embora tenha recebido o apoio dos principais partidos, a proposta foi amplamente contestada por setores da sociedade, grupos de defesa dos direitos humanos e alguns partidos políticos menores. Os Verdes, por exemplo, se opuseram à alteração, chamando-a de "Lei da Discriminação do Casamento". Os Democratas Australianos também se manifestaram contra a lei, com o senador Andrew Bartlett [en] criticando o projeto por desvalorizar os direitos das pessoas em casamentos de fato. O senador dos Verdes, Bob Brown, que era abertamente homossexual, se referiu ao primeiro-ministro John Howard e à legislação como “odiosa”. Brown foi pressionado a se retratar, mas se recusou, descrevendo a Austrália como tendo uma “política australiana heterossexual”, uma referência à política de imigração de 1901 com um nome semelhante. Além disso, nem todos os deputados trabalhistas apoiaram a modificação. Durante a segunda leitura do projeto, o deputado trabalhista Anthony Albanese expressou sua indignação, afirmando que a aprovação do projeto foi apressada e que ele refletia os interesses de um pequeno grupo de deputados "fanáticos" que queriam impor sua agenda sobre a comunidade”.

#### Alterações de 2017
O Senador Dean Smith apresentou no Parlamento um projeto de lei de iniciativa parlamentar para alterar a definição de casamento e permitir o casamento entre casais do mesmo sexo, após 61,6% dos australianos que participaram do Inquérito Postal sobre a Lei do Casamento Australiana terem votado a favor dessa mudança. O projeto de lei alterou a definição de "casamento" na Lei do Casamento de 1961, substituindo as palavras "homem e mulher" pela expressão neutra em termos de gênero "duas pessoas". Além disso, a modificação revogou a cláusula que impedia o reconhecimento de casamentos entre pessoas do mesmo sexo celebrados no exterior.
O projeto de lei foi aprovado no Senado por 43 votos a 12 em 29 de novembro de 2017 e na Câmara dos Representantes por 131 votos a 4 em 7 de dezembro de 2017. Após a aprovação, o projeto recebeu o assentimento real do Governador-Geral Peter Cosgrove em 8 de dezembro de 2017 e entrou em vigor no dia seguinte.
Com a nova legislação, a definição de casamento na Austrália passou a ser: "a união de duas pessoas com exclusão de todas as outras, voluntariamente celebrada para toda a vida". Conforme a Seção 46 da Lei do Casamento de 1961, os celebrantes de casamento são obrigados a pronunciar essas palavras, ou palavras de sentido equivalente, em todas as cerimônias de casamento.

### Lei da Igualdade no Casamento (Mesmo Sexo) de 2013 (ACT)
Em 13 de setembro de 2013, o Governo do Território da Capital Australiana (ACT) anunciou que apresentaria um projeto de lei para legalizar o casamento entre pessoas do mesmo sexo, após uma década de tentativas de legislar sobre essa questão. A Ministra-Chefe Katy Gallagher [en] declarou: "Há já algum tempo que somos bastante claros sobre esta questão e o apoio da comunidade é esmagador. Preferíamos que o parlamento federal legislasse no sentido de criar um sistema coerente a nível nacional, mas, na sua ausência, atuaremos em nome da população do ACT". O projeto de lei permitiria que casais que não podiam casar de acordo com a Lei do Casamento da Commonwealth de 1961 celebrassem matrimônio no ACT. A legislação abarcava aspectos como solenização, elegibilidade, dissolução, anulação, requisitos regulamentares e notificação de intenção para casamentos entre pessoas do mesmo sexo.
Em 10 de outubro de 2013, o Procurador-Geral federal, George Brandis, anunciou que o governo federal contestaria a proposta do ACT, expressando preocupações constitucionais significativas. O projeto de lei foi debatido na Assembleia Legislativa do ACT em 22 de outubro de 2013, sendo aprovado por 9 votos a 8. A Lei da Igualdade no Casamento (Mesmo Sexo) de 2013 permitiu que os casamentos entre pessoas do mesmo sexo fossem legalmente celebrados no ACT a partir de 7 de dezembro de 2013.
No entanto, logo após a aprovação da lei, o governo federal entrou com um recurso no Tribunal Superior, que proferiu uma decisão em 12 de dezembro de 2013. O tribunal determinou que a lei do ACT era inválida e "sem efeito", pois era "inconsistente" com a Lei de Auto-Governo do Território da Capital Australiana de 1988 (Cth) e a Lei Federal do Casamento de 1961 (Cth). A inconsistência decorreu do fato de que a definição de casamento da legislação do ACT entrava em conflito com a definição da lei federal, e a legislação federal era exclusiva, não permitindo outra definição de casamento em qualquer estado ou território.
No entanto, o tribunal esclareceu que a palavra "casamento" na seção 51(xxi) da Constituição australiana refere-se a "uma união consensual formada entre pessoas singulares de acordo com os requisitos legalmente prescritos", com a intenção de ser permanente, terminando apenas conforme a lei, e atribuindo direitos e obrigações mútuos. O tribunal concluiu que essa definição incluía o casamento entre pessoas do mesmo sexo, afirmando que não havia impedimento constitucional para que a Commonwealth legislasse sobre o casamento entre pessoas do mesmo sexo no futuro. A alteração da definição de "casamento" na Lei do Casamento da Commonwealth foi, de fato, realizada em dezembro de 2017.

## Estatísticas sobre o casamento
De acordo com o Departamento de Estatísticas da Austrália, cerca de 4,1% de todos os casamentos realizados na Austrália desde 1º de janeiro de 2018 foram entre casais do mesmo sexo. Os dados de 2018 indicam que a grande maioria desses casamentos foi celebrada por um celebrante civil, e que a idade média dos casais do mesmo sexo que se casaram é significativamente mais alta do que a dos casais heterossexuais.
Além disso, desde que o Reino Unido legalizou o casamento entre pessoas do mesmo sexo em 2014, casais britânico-australianos têm podido se casar nas missões diplomáticas britânicas na Austrália. O primeiro casamento de um casal do mesmo sexo em uma missão diplomática britânica ocorreu em 27 de junho de 2014, em Sydney, entre Peter Fraser e Gordon Stevenson. De junho de 2014 até outubro de 2017, 445 casais do mesmo sexo celebraram matrimônio nas missões diplomáticas britânicas na Austrália.

## Regimes de reconhecimento dos Estados e territórios
Os casais do mesmo sexo têm acesso a diferentes esquemas de reconhecimento de relacionamento nos oito estados e territórios da Austrália. De acordo com a legislação federal, esses casais são tratados como estando em relacionamentos de fato. Apesar da aprovação da lei federal que legaliza o casamento entre pessoas do mesmo sexo, esses esquemas de reconhecimento continuam em vigor como uma opção para os casais.

### Uniões/parcerias civis

#### Território da Capital Australiana
Anteriormente, os casais do mesmo sexo podiam formalizar uniões civis no Território da Capital Australiana. Em agosto de 2012, um projeto de lei para a união civil foi aprovado na Assembleia Legislativa do território. A Lei de União Civil de 2012 concedia muitos dos mesmos direitos aos casais do mesmo sexo que a Lei de Casamento de 1961 concede aos casais casados. A lei não foi contestada pelo governo de Julia Gillard.
Entretanto, essa lei foi projetada para ser revogada, e as uniões civis deixariam de ser acessíveis a casais do mesmo sexo com a entrada em vigor da Lei de Igualdade de Casamento (Mesmo Sexo) de 2013. Caso a lei não tivesse sido derrubada pela Suprema Corte, ela teria legalizado permanentemente o casamento entre pessoas do mesmo sexo no território. Devido à decisão da Suprema Corte, que considerou a lei de casamento entre pessoas do mesmo sexo do ACT como inválida, a revogação da lei não teve efeito, e as uniões civis continuaram a ser realizadas no ACT até 2017. A partir de 2017, no entanto, não é mais possível formar uma nova união civil, pois a seção 7 da Lei de União Civil de 2012 exige que os casais em potencial não possam se casar de acordo com a Lei de Casamento de 1961. Com a legalização do casamento entre pessoas do mesmo sexo, tornou-se legalmente impossível formar novas uniões civis, embora as uniões existentes continuem válidas.
Desde 2008, o ACT também reconhece parcerias civis, que oferecem aos casais do mesmo sexo mais direitos em áreas como aposentadoria, tributação e seguridade social. Embora a Lei de Parcerias Civis de 2008 tenha sido revogada com a aprovação da Lei de Uniões Civis de 2012, a celebração de parcerias civis, agora regulamentadas pela parte 4A da Lei de Relacionamentos Domésticos de 1994, continua sendo uma opção tanto para casais do mesmo sexo quanto para casais heterossexuais. Além disso, os casais também podem formalizar relacionamentos domésticos, uma categoria que foi estabelecida em 1994.

#### Queensland
As parcerias civis, comumente chamadas de uniões civis, são legais em Queensland desde abril de 2016. O Parlamento de Queensland aprovou a Lei de Emenda à Lei de Discriminação de 2002 em dezembro daquele ano, que criou definições não discriminatórias de "parceiro de fato" em relação a 42 partes da legislação. Isso concedeu aos casais do mesmo sexo os mesmos direitos que os casais de fato na maioria dos casos.
Em 30 de novembro de 2011, o Parlamento de Queensland aprovou um projeto de lei que permitia a formalização de parcerias civis no estado. A legislação foi aprovada por 47 votos a favor e 40 contra, incluindo quatro votos do Partido Trabalhista. A Lei de Parcerias Civis de 2011 possibilitou que casais do mesmo sexo residentes em Queensland firmassem uma parceria civil. Após a mudança de governo nas eleições estaduais de 2012 e com anúncios do Partido Australiano de Katter [en] sobre a revogação da lei, o governo de centro-direita do LNP aprovou a Lei de Parcerias Civis e Outras Emendas à Legislação de 2012. Essa nova legislação alterou o nome de "parceria civil" para "relacionamento registrado" e proibiu o estado de oferecer cerimônias para aqueles que registrassem seus relacionamentos dessa forma.
Após as eleições estaduais de 2015, em que o Partido Trabalhista formou um governo minoritário, o Parlamento aprovou o Ato de Emenda de Relacionamentos (Parcerias Civis) e Outros Atos de 2015, em dezembro daquele ano. A legislação restaurou as cerimônias sancionadas pelo estado para casais do mesmo sexo e do sexo oposto, além de alterar novamente a terminologia de "relacionamentos registrados" para "parcerias civis". A lei entrou em vigor após a resolução de questões administrativas, e as parcerias civis foram restabelecidas no estado em 2 de abril de 2016.

### Relacionamentos registrados

#### Nova Gales do Sul
Em Nova Gales do Sul, o reconhecimento das uniões domésticas foi implementado em julho de 2010. A Lei de Registro de Relacionamentos de 2010 foi aprovada pelo Parlamento de Nova Gales do Sul em maio e entrou em vigor em 1º de julho de 2010. Esta legislação oferece prova conclusiva da existência de um relacionamento, garantindo aos participantes todos os direitos conferidos a casais de fato de acordo com as leis estaduais e federais. Anteriormente, em junho de 2008, o Parlamento aprovou a Lei de Emenda de Atos Diversos (Relacionamentos entre Pessoas do Mesmo Sexo) de 2008, que modificou várias leis estaduais para reconhecer co-mães como pais legais de crianças nascidas por inseminação de doadores, permitindo que ambas as mães sejam mencionadas nas certidões de nascimento. Além disso, a lei alterou 57 partes da legislação estadual para garantir que casais de fato, incluindo casais do mesmo sexo, tenham os mesmos direitos que os casais casados. A lei também revisou a Lei Antidiscriminação de 1977 de Nova Gales do Sul para garantir que casais do mesmo sexo sejam protegidos contra discriminação com base em seu "estado civil ou doméstico", em áreas como emprego, habitação e acesso a outros bens e serviços.
Nova Gales do Sul também tentou legislar com relação ao casamento entre pessoas do mesmo sexo. Em novembro de 2013, um projeto de lei foi apresentado ao Conselho Legislativo para legalizar o casamento entre pessoas do mesmo sexo em nível estadual, mas foi derrotado por pouco.

#### Victoria
Victoria reconhece as uniões domésticas desde dezembro de 2008. O Parlamento de Victoria aprovou a Lei de Relacionamentos de 2008 em 10 de abril de 2008, e a lei entrou em vigor em 1º de dezembro de 2008. Com isso, casais do mesmo sexo puderam registrar seus relacionamentos no Registro de Nascimentos, Óbitos e Casamentos do estado, obtendo prova conclusiva de um relacionamento de fato e garantindo todos os benefícios e direitos concedidos a casais nos termos das leis estaduais e federais. Em 2016, o Parlamento aprovou reformas que permitiram o reconhecimento de casamentos entre pessoas do mesmo sexo celebrados no exterior em documentos oficiais, além de oferecer aos casais a opção de realizar uma cerimônia oficial ao se registrarem para uma parceria doméstica.
A primeira reforma legislativa destinada a oferecer tratamento igualitário a casais do mesmo sexo ocorreu em agosto de 2001, com a aprovação da Lei de Emenda à Lei Estatutária (Relacionamentos) de 2001 e da Lei de Emenda Adicional à Lei Estatutária (Relacionamentos) de 2001. Essas leis alteraram 60 legislações em Victoria, conferindo aos casais do mesmo sexo, conhecidos como "parceiros domésticos", direitos iguais aos dos casais de fato, incluindo acesso a hospitais, tomada de decisões médicas, aposentadoria, direitos de herança, impostos sobre propriedade, direitos de locador e inquilino, tratamento de saúde mental e procedimentos legais para vítimas de crimes.

#### Austrália do Sul
Na Austrália do Sul, a Lei de Alteração de Estatutos (Parceiros Domésticos) de 2006 (Número 43), que entrou em vigor em 1º de junho de 2007, alterou 97 leis estaduais, dispensando o termo "de fato" e criando a categoria de "parceiros domésticos". Isso significa que casais do mesmo sexo e quaisquer duas pessoas que vivam juntas agora estão cobertos pelas mesmas leis, sem distinção entre casais heterossexuais e homossexuais. Em dezembro de 2016, o Parlamento da Austrália do Sul aprovou uma lei que criou um registro de relacionamento para casais do mesmo sexo, reconhecendo também os casamentos ou uniões formais realizados em outros estados ou países. Esta lei entrou em vigor em 1º de agosto de 2017. Antes dessa reforma, os casais do mesmo sexo podiam firmar um "acordo de parceria doméstica", um acordo escrito sobre suas condições de vida. Esse acordo é legal a partir do momento em que é feito, mas deve atender a certos requisitos, como compromissos conjuntos, para ser reconhecido oficialmente como uma parceria doméstica.

#### Tasmânia
Na Tasmânia, a Lei de Relacionamentos de 2003 permitiu, a partir de 1º de janeiro de 2004, que casais do mesmo sexo registrassem sua união como um tipo de parceria doméstica, dividida em duas categorias distintas: "relacionamentos significativos" e "relacionamentos de cuidado", no Registro de Nascimentos, Mortes e Casamentos do estado. A nova definição de parceiro ou cônjuge, como "duas pessoas em um relacionamento, seja ele sexual ou não", foi incorporada em 80 partes da legislação, concedendo aos casais do mesmo sexo direitos relacionados à tomada de decisões sobre a saúde do parceiro, tutoria em caso de incapacidade de um dos membros e acesso igual às pensões do setor público do parceiro. A legislação também permite que um membro de um casal do mesmo sexo adote o filho biológico de seu parceiro. Em setembro de 2010, o Parlamento da Tasmânia aprovou por unanimidade uma legislação que reconhecia os casamentos entre pessoas do mesmo sexo realizados em outras jurisdições como parcerias registradas, conforme a Lei de Relacionamentos de 2003, tornando a Tasmânia o primeiro estado ou território australiano a adotar essa medida.
Em agosto de 2012, um projeto de lei foi apresentado ao Parlamento da Tasmânia para legalizar o casamento entre pessoas do mesmo sexo. Embora o projeto tenha sido aprovado na Câmara da Assembleia, foi rejeitado pelo Conselho Legislativo em 28 de setembro de 2012. O projeto foi reintroduzido em outubro de 2013, mas novamente foi derrotado.

### Nenhum esquema local

#### Território do Norte
No Território do Norte, o Parlamento promulgou, em março de 2004, a Lei de Reforma Legislativa (Gênero, Sexualidade e Relacionamentos de Fato) de 2003, com o objetivo de eliminar a discriminação legislativa contra casais do mesmo sexo em diversas áreas da legislação do território, com exceção da Lei de Adoção de Crianças de 1994. A lei reconheceu os casais do mesmo sexo como relacionamentos de fato e removeu as distinções baseadas em gênero, sexualidade ou tipo de relacionamento em aproximadamente 50 leis e regulamentos. As reformas também permitiram que a parceira lésbica de uma mulher fosse reconhecida legalmente como mãe do filho de sua parceira, assim como já ocorria em Nova Gales do Sul e no Território da Capital Australiana.

#### Austrália Ocidental
Na Austrália Ocidental, as Emendas às Leis (Reforma da Lei de Lésbicas e Gays) de 2002 eliminaram a discriminação legislativa relacionada à orientação sexual, introduzindo a definição de “parceiro de fato” em 62 leis, disposições e estatutos, além de criar uma nova lei de família destinada a reconhecer casais do mesmo sexo como relacionamentos de fato.

### Esquemas do governo local
Diversos conselhos governamentais locais na Austrália implementaram esquemas de reconhecimento de relacionamento, permitindo que casais registrassem sua união e apresentassem uma prova conclusiva de relacionamento de fato para fins da legislação federal. Entre os exemplos estão:
- A cidade de Sydney, que implementou o esquema em 2004.[148]
- O município de Woollahra [en], que iniciou o registro em 2008.[149]
- A cidade de Blue Mountains, que o fez em 2010.[150]
- A cidade de Vincent, que estabeleceu o registro em 2012.[151]
- A cidade de Port Hedland, que começou o registro em 2015.[152]

Em Victoria, as cidades de Melbourne e Yarra [en] criaram registros de declaração de relacionamento em 2007, mas ambos descontinuaram esses registros em 2018, após a legalização do casamento entre pessoas do mesmo sexo em nível federal.

#### Moções do governo local
Vários governos locais na Austrália adotaram oficialmente posições favoráveis à legalização do casamento entre pessoas do mesmo sexo. Em junho de 2016, a Associação Australiana de Governos Locais (ALGA) aprovou uma moção em apoio à legalização do casamento entre pessoas do mesmo sexo. A moção foi proposta pela prefeita de Darwin, Katrina Fong Lim, e por Meghan Hopper, membro do Conselho de Moreland. Ela foi aprovada por uma grande maioria durante a Assembleia Geral Nacional da ALGA e ratificada pela diretoria da organização em 21 de julho de 2016. A moção expressava:
Que esta Assembleia Geral Nacional conclame o Governo Federal a tratar com dignidade e respeito todos os membros da comunidade, independentemente de gênero ou sexualidade, apoiando mudanças na Lei do Casamento para alcançar a igualdade no casamento para casais do mesmo sexo.
Em 1º de janeiro de 2018, 62 dos 546 governos locais da Austrália haviam aprovado moções formais de apoio à legalização do casamento entre pessoas do mesmo sexo, o que representa aproximadamente 11% do total de governos locais. Entre esses governos locais estavam:
- Cidade de Sydney,[161] Cidade de Greater Geelong,[162] Cidade de Hobart,[163] Cidade de Moreland,[164] Cidade de Vincent, Camden, Cidade de Hawkesbury,[165] Condado de Coonamble, Cidade de Randwick,[166] Condado de Tenterfield,[167] Conselho do Interior Oeste [en],[168] Condado de Lachlan, Condado de Bega Valley,[169] Cidade de Blue Mountains, Condado de Surf Coast,[170] Condado de Hepburn,[171] Cidade de Lismore,[172] Cidade de Albury,[173] Cidade de Ballarat,[174] Cidade de Wodonga,[175] Cidade de Glenorchy,[176] Condado de Byron [en],[177] Cidade de Port Phillip, Cidade de Glen Eira,[178] Cidade de Hobsons Bay,[179] Cidade de Darebin,[180] Condado de Buloke,[181] Cidade de Greater Shepparton,[182] Cidade de Maribyrnong,[182] Conselho da Costa Central [en], Conselho de Kingborough,[183] Condado de Strathbogie,[184] Conselho de Richmond Valley, Cidade de Melbourne [en],[185] Cidade de Banyule,[186] Cidade de Yarra,[187] Condado de Indigo,[188] Cidade de Port Hedland,[189] Cidade de Darwin,[190] Cidade de Brisbane [en],[191] Cidade de Lake Macquarie,[192] Cidade de Shoalhaven,[193] Cidade de Monash,[194] Cidade de Kingston,[195] Cidade de Whittlesea,[160] Cidade de Fremantle,[196] Cidade de Bayswater [en],[196] Condado de Bass Coast,[197] Condado de Cardinia [en],[160] Cidade de Willoughby [en],[198] Conselho de North Sydney [en],[199] Cidade de Warrnambool [en],[200] Condado de Noosa [en],[201] Município de Woollahra,[202] Condado de Douglas,[203] Condado de Campaspe, Cidade de Newcastle, Cidade de Moonee Valley [en], Cidade de Stonnington,[204] Conselho de Waverley [en],[160] Cidade de Greater Bendigo,[205] Condado de Bellingen e Condado de Nillumbik.[206][207]

Pelo menos dois governos locais inicialmente rejeitaram moções de apoio ao casamento entre pessoas do mesmo sexo, mas mais tarde alteraram sua posição:
- Cidade de Launceston.[208]
- Condado de Campaspe (que posteriormente votaram a favor do casamento entre pessoas do mesmo sexo).[209]

## Indígenas australianos
Embora muitas culturas indígenas australianas tenham historicamente praticado a poligamia, não há registros de casamento entre pessoas do mesmo sexo, conforme entendido a partir de uma perspectiva ocidental, sendo realizado nessas culturas. Entretanto, há evidências de identidades e comportamentos que podem ser colocados no espectro LGBT. Por exemplo, o povo Arrernte aderiu a um costume de “noiva menino” em que muitos jovens, geralmente com menos de 14 anos de idade, eram oferecidos a homens adultos mais velhos. Entendia-se que o relacionamento incluía algumas relações sexuais entre os dois homens, geralmente apenas masturbação, além de dormir, caçar e comer juntos. Na puberdade, o parceiro mais jovem passava por uma série de cerimônias até a idade adulta, e o relacionamento de “noiva menino” terminava. Os Arrernte também reconheciam pessoas que desempenhavam um terceiro papel de gênero, conhecido como kwarte kwarte (pronuncia-se [ˈkʷaʈə ˈkʷaʈə]). Existiam papéis culturais semelhantes de terceiro gênero entre o povo Warlpiri [en] como karnta-piya (pronuncia-se [ˈkaɳdapi. ja]), os Pitjantjatjara [en] como kungka kungka (pronuncia-se [ˈkʊŋkɐ ˈkʊŋkɐ]), os Pintupi como kungka wati (pronuncia-se [ˈkuŋka ˈwati], os Warumungu [en] como girriji karrti (pronuncia-se [ˈgiɾi. ji ˈgaʈːi]), e os Wiradjuri como yamadi (pronuncia-se [ˈjəmədɪ]). Da mesma forma, o povo Tiwi [en] reconheceu estruturas e funções formais para as murrulawamini (pronuncia-se [ˌmurulawaˈmini]), frequentemente traduzidas para o inglês como “sistergirls”.
Em 2015, um grupo de anciãos aborígenes entregou uma petição conhecida como "Petição Uluru Bark", manifestando-se contra o casamento entre pessoas do mesmo sexo e considerando-o "uma afronta ao povo aborígine da Austrália" no Parlamento. A petição também afirmava que "todo o povo aborígine se opõe à mudança da definição de casamento para permitir que casais do mesmo sexo se casem". O escritor aborígine Dameyon Boyson criticou amplamente a petição, alegando que ela distorcia a cultura aborígine e representava apenas a voz de alguns líderes excessivamente influenciados pela religião e pela colonização. Segundo Boyson, "por trás desses rostos autênticos segurando pedaços de casca de árvore em frente ao Parlamento, encontra-se a mecânica da influência branca".
Um aborígine do povo Darumbal, que foi convidado a comentar pela National Indigenous Television, afirmou: "A colonização e o cristianismo moldaram profundamente a cultura indígena atual. Em particular, ocultaram as vozes de lésbicas e gays indígenas e minimizaram a importância de seus relacionamentos na cultura tradicional".
Durante a pesquisa postal sobre o casamento, cerca de 50 formulários de pesquisa foram queimados por membros da comunidade local em Ramingining, que acreditavam que a pesquisa "significava que um homem seria 'obrigado' a se casar com outro homem". Ativistas indígenas também expressaram preocupação de que os formulários de pesquisa não fossem compreendidos em comunidades aborígenes remotas, onde os habitantes nem sempre são fluentes em inglês ou familiarizados com o processo. Um estudo de 2018 do Instituto Australiano de Estudos da Família concluiu que o apoio à igualdade de direitos não variava significativamente entre australianos indígenas e não indígenas.

## Desempenho religioso
A maioria das principais organizações religiosas da Austrália não realiza casamentos entre pessoas do mesmo sexo em seus locais de culto. A Igreja Católica se opõe ao casamento entre pessoas do mesmo sexo, considerando-o como uma união exclusivamente entre um homem e uma mulher. Da mesma forma, os Ministérios Batistas Australianos rejeitam qualquer tentativa de estender a definição de casamento para incluir relacionamentos entre pessoas do mesmo sexo. A Igreja Ortodoxa Oriental vê o casamento como um sacramento, por meio do qual a união entre homem e mulher é santificada por Deus.
As Igrejas cristãs australianas [en] também se opõem ao casamento entre pessoas do mesmo sexo, e a Igreja Presbiteriana mantém a definição bíblica de casamento como sendo entre um homem e uma mulher, argumentando que essa definição reflete melhor o plano de criação divino para o florescimento humano. A posição oficial da Igreja Anglicana é que o casamento é uma união exclusiva e vitalícia entre um homem e uma mulher, embora vários membros proeminentes da igreja tenham manifestado apoio ao casamento entre pessoas do mesmo sexo, e tenha sido cogitada uma possível divisão formal sobre a questão. Em outubro de 2018, a Diocese Anglicana de Sydney [en] proibiu o casamento entre pessoas do mesmo sexo e eventos que defendessem "expressões da sexualidade humana contrárias à nossa doutrina do casamento" em cerca de mil propriedades da igreja. Em novembro de 2020, o Tribunal de Apelação da igreja reconheceu o direito de dioceses individuais abençoarem formalmente casamentos de casais do mesmo sexo que tenham se casado em cerimônias civis.
Em dezembro de 2023, a Santa Sé publicou a Fiducia Supplicans, uma declaração permitindo que sacerdotes católicos abençoem casais que não são considerados  casados de acordo com os ensinamentos da Igreja, incluindo casais do mesmo sexo. A Confraternidade Australiana do Clero Católico reagiu à declaração, afirmando que, embora os sacerdotes sejam ministros das bênçãos de Deus, essas bênçãos devem ser orientadas à conversão e à santificação, e nunca podem ser concedidas a atos que sejam incompatíveis com o plano divino.
Em julho de 2018, a Assembleia Nacional da Igreja Unida aprovou a criação de ritos de casamento para casais do mesmo sexo, incorporando uma definição neutra de gênero para o casamento em sua declaração oficial. No entanto, a igreja também manteve sua definição tradicional de casamento como uma união heterossexual, considerando a abordagem como "igual, porém distinta". Os casamentos entre pessoas do mesmo sexo passaram a ser permitidos na Igreja Unida a partir de 21 de setembro de 2018.
A maioria dos estudiosos islâmicos considera que a homossexualidade é incompatível com a teologia islâmica. O Conselho Nacional de Imames da Austrália [en] afirma que o Islã santifica o casamento exclusivamente entre um homem e uma mulher. O Conselho Australiano do Clero Hindu [en] emitiu uma declaração em setembro de 2017, afirmando que o casamento no hinduísmo é entre "um homem e uma mulher", posição que foi adotada após uma votação formal que obteve 90% de aprovação. A Federação do Conselho Budista Australiano [en], embora sem uma forma fixa de casamento, tem sido consistente em seu apoio ao casamento entre pessoas do mesmo sexo desde 2012. Já os casamentos entre pessoas do mesmo sexo podem ser realizados nas sinagogas judaicas reformistas, mas não são permitidos nas tradições ortodoxas ou conservadoras.

## Opinião pública
| Data                     | Empresa             | Apoia | Contra | Indeciso |
| ------------------------ | ------------------- | ----- | ------ | -------- |
| Março a maio de 2023     | Pew Research Center | 75%   | 23%    | 2%       |
| Março de 2018            | Essential           | 65%   | 26%    | 9%       |
| Setembro-Outubro de 2017 | Essential           | 61%   | 32%    | 7%       |
| Agosto-Setembro de 2017  | Newgate Research    | 58,4% | 31.4%  | 10.2%    |
| Agosto de 2017           | Newspoll            | 63%   | 30%    | 7%       |
| Julho de 2017            | Essential           | 63%   | 25%    | 12%      |
| Julho de 2017            | YouGov              | 60%   | 28%    | 12%      |
| Fevereiro de 2017        | Galaxy              | 66%   | -      | -        |
| Setembro de 2016         | Newspoll            | 62%   | 32%    | 6%       |
| Agosto de 2016           | Essential           | 57%   | 28%    | 15%      |
| Março de 2016            | Essential           | 64%   | 26%    | 11%      |
| Março de 2016            | Roy Morgan          | 76%   | 24%    | -        |
| Outubro de 2015          | Essential           | 59%   | 30%    | 11%      |
| Agosto de 2015           | Essential           | 60%   | 31%    | 10%      |
| Agosto de 2015           | Ipsos               | 69%   | 25%    | 6%       |
| Julho de 2015            | ReachTEL            | 53,8% | 32,8%  | 12,4%    |
| Junho de 2015            | Ipsos               | 68%   | 25%    | 7%       |
| Julho de 2014            | Newspoll            | 69%   | 26%    | 6%       |
| Julho de 2014            | Crosby Textor       | 72%   | 21%    | 7%       |
| Agosto de 2013           | Nielsen             | 65%   | 28%    | 7%       |
| Maio de 2013             | Ipsos               | 54%   | 20%    | 26%      |
| Maio de 2013             | Roy Morgan          | 65%   | 35%    | -        |
| Agosto de 2012           | Galaxy              | 64%   | 30%    | 5%       |
| Julho de 2011            | Roy Morgan          | 68%   | 30%    | 2%       |
| Outubro de 2010          | Galaxy              | 62%   | 33%    | 5%       |
| Junho de 2009            | Galaxy              | 60%   | 36%    | 4%       |
| Junho de 2007            | Galaxy              | 57%   | 37%    | 6%       |
| Junho de 2004            | Newspoll            | 38%   | 44%    | 18%      |

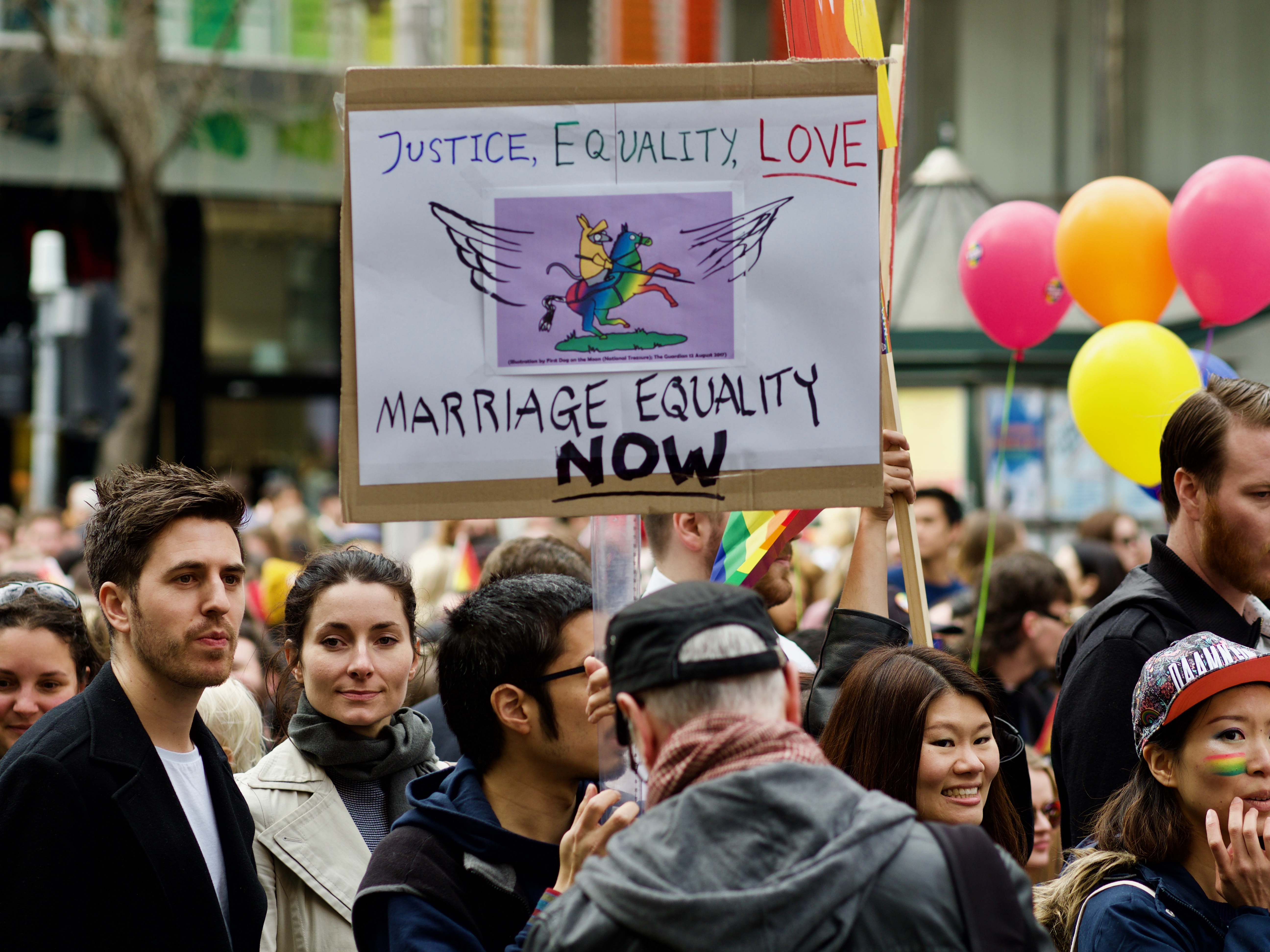
Manifestantes em campanha pelos direitos do casamento entre pessoas do mesmo sexo em Melbourne, em agosto de 2017.

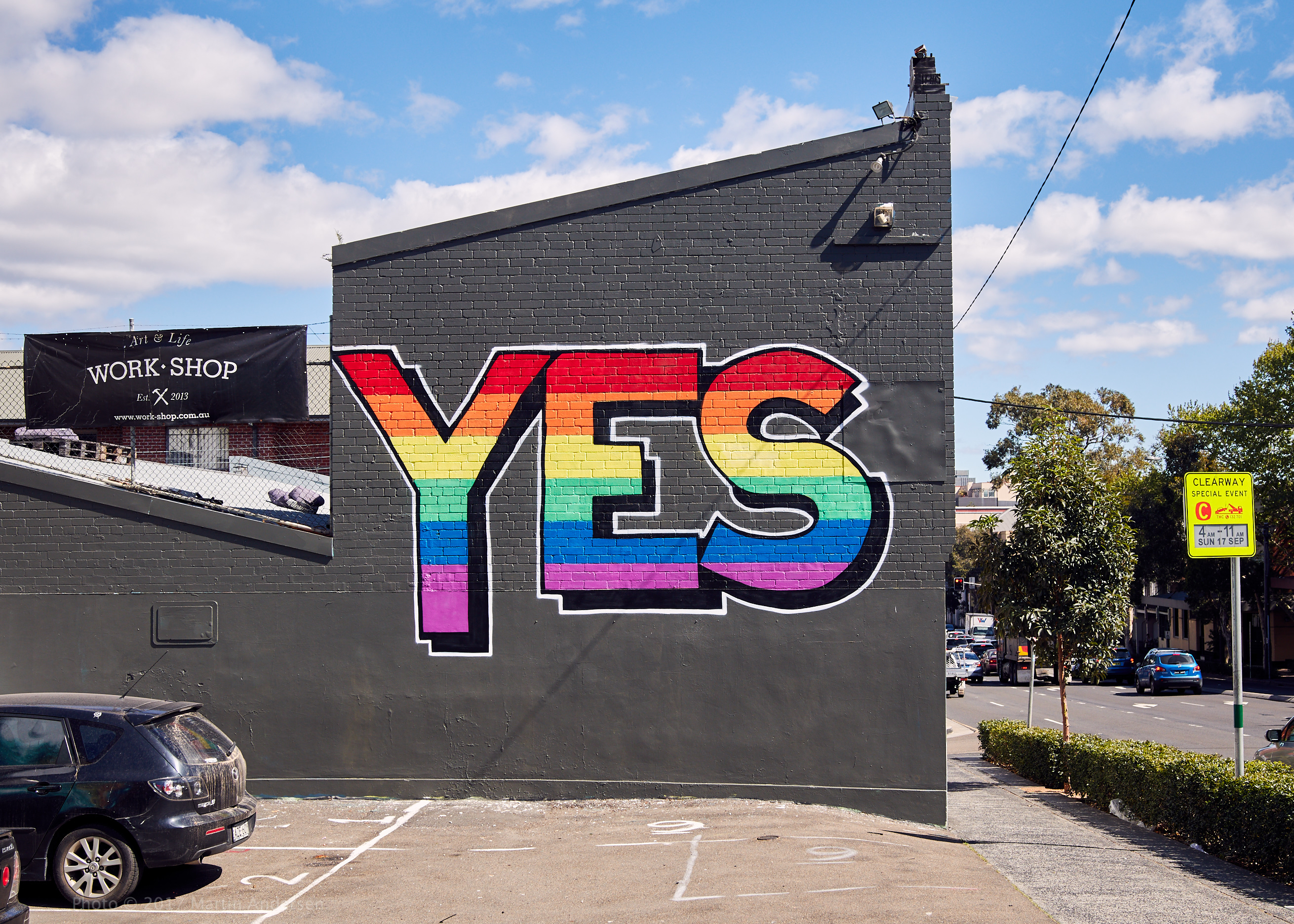
Uma parede em Redfern com a sinalização “Yes” durante a pesquisa postal.

De acordo com uma pesquisa publicada no final de janeiro de 2018, realizada pelo Social Research Center em parceria com a Universidade Nacional Australiana, a legalização do casamento entre pessoas do mesmo sexo foi considerada o evento mais histórico que moldou a vida dos australianos. 30% dos participantes apontaram essa mudança como o evento mais significativo, seguido por 27% que mencionaram os ataques de 11 de setembro, 13% que indicaram o pedido de desculpas do ex-primeiro-ministro Kevin Rudd aos povos indígenas australianos e 13% que escolheram o massacre de Port Arthur.
Uma pesquisa realizada pelo Pew Research Center entre março e maio de 2023 revelou que 75% dos australianos apoiavam o casamento entre pessoas do mesmo sexo, enquanto 23% se opunham e 2% não sabiam ou preferiram não responder. Quando analisado por faixa etária, o apoio foi mais forte entre os jovens de 18 a 39 anos, com 80%, e mais baixo entre aqueles com 40 anos ou mais, com 73%. No que diz respeito à afiliação política, o apoio foi mais alto entre os indivíduos à esquerda do espectro político, com 94%, seguido pelos do centro, com 74%, e pelos da direita, com 57%.